# Blame!
Blame! (im Original: BLAME!) ist eine Manga-Serie von Tsutomu Nihei. Der wortkarge Cyberpunk-Comic erschien von 1997 bis 2003 in ungefähr 2.000 Seiten und richtete sich ursprünglich vor allem an erwachsene Männer, ist also ein Seinen-Manga.
Die Vorgeschichte von Blame! wird in dem Einzelband NOiSE erzählt, der im Anschluss an die Reihe veröffentlicht wurde. Die Fortsetzung der Geschichte heißt Net Sphere Engineer und spielt viele Jahre nach dem Ende der Handlung von Blame!. Die Handlung spielt in der sogenannten „Megastruktur“. Der riesige Komplex, der von Konstrukteuren geschaffen wurde, hat bereits den Mond umschlossen und wächst ständig weiter.

## Handlung
Killy sucht in einer von Cyborgs und Mutanten bevölkerten Welt nach menschlichen Genen, die nicht von einem gefährlichen Virus befallen sind. Diese sogenannten Netzwerkgene sind wichtig, weil nur mit ihnen eine Verbindung zur Netzwerksphäre geschaffen werden kann, die das globale Kommunikations- und Steuerungsmedium innerhalb der Megastruktur ist und das Wissen der Menschheit speichert. Sie ist für Menschen ohne Netzwerkgene unerreichbar, da sie durch eine Schutzwehr mit äußerst brutalen Mitteln vor unbefugten Zugriffen geschützt wird.
Durch die Abkopplung verlor die Bevölkerung der Megastruktur die Kontrolle über ihre Maschinen und Einrichtungen. Die Zivilisation zerbrach und es blieben nur noch kleinere Splittergruppen übrig, die permanent durch Siliziumleben und die Schutzwehr bedroht werden und um ihr Leben kämpfen müssen. Auf seiner Reise stößt Killy auf einige solcher Gruppen, doch die benötigten Netzwerkgene findet er bei ihnen nicht.

## Charaktere

### Killy
Killy ist die Hauptfigur und auf der Suche nach den Netzwerkgenen. Er ist trotz seines menschlichen Äußeren kein Mensch. Laut Aussage eines Regierungsbeamten ist er ein Geheimbote der Netzwerksphäre, später wird erwähnt, er sei ein Schutzwehrprototyp. Er ist im Besitz einer Molekülschockwellenwaffe. Eine solche Kernfusionswaffe hat eine riesige Durchschlagskraft und ist imstande Wände der Megastruktur über Kilometer hinweg zu zerstören. Killys Herkunft ist unbekannt. Andeutungen finden sich im BLAME!-Prequel NOiSE, wo ein Poster mit verschwundenen Kindern anzudeuten scheint, dass Killy eines dieser Kinder ist. Somit wäre Killy über 3000 Jahre alt, und älter als die Megastruktur selbst. Killy scheint nicht über sein vollständiges Gedächtnis zu verfügen. Erst im Lauf der Zeit erlangt er verlorenes Wissen zurück sowie ein nur für ihn sichtbares HUD und übermenschliche Selbstheilungskräfte.

### Cibo
Cibo ist die Chefwissenschaftlerin des Cybernetikunternehmens, auf welches Killy in den höheren Leveln trifft. Sie hat versucht, mit simulierten Netzwerkgenen Einlass in die Netzsphäre zu erlangen, der Versuch wurde aber entdeckt und durch den Angriff der Schutzwehr zunichtegemacht. Dabei kam Cibo ums Leben und die gesamte Forschungsanlage wurde zerstört. Cibo selbst konnte jedoch durch Backups wiederhergestellt werden. Zur Strafe für ihr Versagen wurde sie in einen verfaulenden Körper transferiert, um dort eine Art Haft zu verbringen. Sie wird von Killy gefunden, der mit ihrer Hilfe die Verteidigung des Cybernetikunternehmens durchdringt. Im Gegenzug hilft er ihr, die nächsthöhere Ebene der Megastruktur zu erreichen. Cibo nimmt sich im Cybernetikunternehmen einen neuen Körper und erscheint von da an als blonde Frau.
Im Laufe der Handlung übernimmt Cibo den Körper von Sanakan, da ihr eigener im Kampf stirbt, ihr Geist aber erhalten blieb. Seitdem versucht Sanakan, die sich immer noch im Unterbewusstsein Cibos befindet, die Macht über ihren Körper zurückzuerlangen, was ihr auch gelingt. Cibo dagegen kann ihren Geist in den toten Körper ihrer Zeit-Doppelgängerin übertragen und ist fortan wieder menschlich. Ihre Absichten sind schwer zu durchschauen, jedoch ergreift sie die Chance, in die Netzwerksphäre zu gelangen, was zur Folge hat, dass sie sich in eine beinahe geistlose Schutzwehreinheit verwandelt.

### Sanakan
Sanakan ist eine Schutzwehreinheit hoher Stufe, die sich erst als kleines Mädchen tarnt, um von Killy, Cibo und den Fischern mitgenommen zu werden. Im Dorf der Elektro-Fischer erkennt Killy, dessen verborgene Kräfte nach einer Verletzung wiederkehren, mittels eines nun für ihn sichtbaren HUDs, dass es sich bei Sanakan um eine Schutzwehreinheit handelt, woraufhin Sanakan ihre wahre Form zeigt, eine Gynoidin mit einer Molekülschockwellenwaffe anstelle des rechten Armes, und unmittelbar Vertilger erschafft, die über das Dorf der Fischer herfallen. Später wird sie von Killy vernichtet, taucht allerdings gegen Ende von Band 9 wieder auf, um Cibo zu beschützen und Killy zu helfen – erst im Auftrag der Regierungsbehörde, wobei sie als ihr jüngeres und wesentlich schwächeres Ich in Form einer jungen Frau erscheint und dabei im Kampf zu Tode kommt. Später versucht sie wieder in die Megastruktur zurückzukehren, wissend, dass sie im Fall ihres Todes nicht mehr die Möglichkeit hat, in der Netzwerksphäre wiederaufzuerstehen, sie hat dabei ihre alte Form als mächtige Schutzwehreinheit mit Molekularschockwerfer.

### Mensarb
Mensarb ist eine künstliche Intelligenz, die für den Bereich 8 der Toha-Schwerindustrie verantwortlich ist. Sie erscheint als weiße, geisterhafte Frauengestalt. Mensarb scheint Gefühle für Seu zu empfinden, was bei der Zerstörung der Toha-Schwerindustrie deutlich wird.

### Seu
Seu ist ein Mensch in einer Rüstung, die denen der Fischer ähnlich ist. Er beschützt Mensarb und ist zugleich ihr Untergebener. Er leidet an psychischen Störungen, d. h. nach jeder Reparation seines Körpers vergisst er mehr und mehr. Wie sich herausstellt, ist er der einzige noch physisch existierende Mensch in der Toha-Schwerindustrie, dem Killy während Blame! begegnet. Als Waffe verwendet er ein großes und ziemlich breites Schwert. Kurz vor der Zerstörung der Toha-Schwerindustrie übergibt er Killy und Cibo eine Probe seiner Gene, welche allerdings gestohlen wird.

### Dhomochevsky und Iko
Dhomochevsky und Iko sind temporäre Schutzwehreinheiten, die eine illegale Megastruktur vor einer Gruppe Siliziumwesen zu beschützen versuchen. Dhomochevsky erscheint als Humanoid, Iko als gesichtsförmiges Hologramm, in Rückblenden und im Netzwerk ist er als schwarzhaariger Junge zu sehen, was nahelegt, dass er vor der gegenwärtigen Handlung zu Tode gekommen sein muss. Im Gegensatz zu den anderen Schutzwehreinheiten sind Iko und Dhomochevsky Menschen ohne Netzwerkgenen nicht feindlich gesinnt.

## Megastruktur
Die Megastruktur ist ein künstliches Gebilde von gewaltigen Ausmaßen, welches sich zur Handlungszeit bereits seit 3000 Jahren unkontrolliert ausdehnt, und von verschiedenen Fraktionen mit unterschiedlichen Zielen bewohnt wird. Die Megastruktur hat sowohl die Erde als auch den Mond umschlossen, und möglicherweise handelt es sich dabei um eine Art Dyson-Sphäre.

## Bewohner der Megastruktur

### Menschen
Menschen sind in der Megastruktur nur noch selten anzutreffen, da nach dem Auftreten eines mysteriösen Virus die Netzwerkgene der Menschen zerstört wurden. In den Augen der Schutzwehr der Netzwerksphäre haben Menschen ohne Netzwerkgene jedoch kein Recht auf Leben und werden deshalb gejagt und vernichtet.

### Schutzwehr
Die Schutzwehr besteht aus Siliziumwesen (künstliche, menschenähnliche Lebewesen), die eine künstliche Intelligenz besitzen. Die Aufgabe und der Zweck der Schutzwehr besteht darin, Menschen ohne Netzwerkgene und Siliziumleben zu töten. Die Schutzwehr selbst ist organisiert und arbeitet unabhängig von der Regierungsbehörde. Einst zum Schutz der Netzsphäre vorgesehen, läuft die Schutzwehr nun Amok. Am häufigsten sind die weißen Einheiten der Schutzwehr anzutreffen, die ein maskenartiges menschliches Gesicht haben, und grotesken Kugelgelenk-Puppen ähneln, sie sind mit Hieb und Stichwaffen in Form von Klauen bewaffnet, und werden Vertilger genannt. Das Zeichen der Schutzwehr ist ein umgedrehtes Kreuz, dessen Querbalken den Längsbalken nicht berühren.

### Siliziumleben
Die ersten Siliziumleben waren Menschen einer Art Sekte, die mithilfe gestohlener Schutzwehr-Technologie ihre eigenen Körper in Körper auf Siliziumbasis verwandelten. Siliziumleben leben unter sich und bekämpfen sowohl Menschen als auch die Schutzwehr. Ihr Ziel ist es, sämtliche Netzwerkgene zu zerstören, um damit die Restauration der Netzsphäre durch die Menschen mit den Netzwerkgenen zu verhindern. Es ist für die weitere Existenz ihrer Rasse unentbehrlich, dass das Netzwerk in einem chaotischen Zustand verharrt.
Die Siliziumleben gehören zu den gefährlichsten Gegnern des Manga, da sie anders als die überwiegende Mehrheit der Schutzwehreinheiten über ein eigenes Bewusstsein verfügen. Gewisse Siliziumleben handeln daher teilweise aus 'persönlichen Motiven' heraus. Im Gegensatz zu den vergleichsweise schwarmartig agierenden Einheiten, die den Großteil der Schutzwehr ausmachen (wie etwa die Vertilger), leben gewisse Teile der Siliziumleben außerhalb von Gruppenstrukturen. In der Regel bilden unterschiedliche Siliziumleben die Hauptantagonisten in den verschiedenen Bänden des Manga. Zu den bekanntesten gehören dabei die Jäger der Toha-Schwerindustrie – Ivy und Maeve, der Cyborg Schiff sowie die Siliziumleben Pcell und Davinelulinvega.

#### Ivy und Maeve
Ivy und Maeve sind die ersten bedeutenderen Silizium-Antagonisten, denen Killy und die in Sanakans Körper transformierte Cibo in den Gebäuden der Toha-Schwerindustrie begegnen. Beide zeichnen sich durch schwere kybernetische Veränderungen und ein hohes Maß an Brutalität aus. Während des Kampfes mit dem auftauchenden Seu wird Maeves Körper zerstört, ihre verbliebenen Reste jedoch mit einer riesigen Silizium-Einheit verschmolzen. Ivy bildet später den zentralen Antagonisten Seus, als sich Mensab auf den Weg zur zentralen KI der Toha-Schwerindustrie begibt. Er wird von Seu schließlich in einem Zweikampf kurz vor der Zerstörung der Toha-Schwerindustrie durch einen immensen Schwerthieb mit seinem gebrochenen Schwert gespalten.

#### Schiff
Schiff ist ein nahezu vollständig zum Cyborg umfunktioniertes Siliziumleben, dessen Gestalt an ein metallisches Skelett erinnert. Im Auftrag Davinelulinvegas macht er gemeinsam mit Pcell Jagd auf Mitglieder der Schutzwehr und Menschen innerhalb der Mega-Struktur. Auf seinen Händen sind zwei Klingen angebracht, mit denen er unzählige Vertilger auf einen Schlag erledigen kann. In einem Zweikampf mit Killy wird schließlich zunächst seine Maske zerstört, was es Killy erlaubt, Schiff durch einen gezielten Schuss aus seiner Molekülschockwellenwaffe zu töten.

#### Pcell
Im Gegensatz zu Ivy, Maeve und Schiff wirkt Pcell noch annähernd menschlich. Ihre primäre Funktion besteht darin, Davinelulinvega zu schützen, der bewegungsunfähig und somit gegenüber Angriffen schutzlos ist. Pcell verfügt über ein mächtiges Schwert, das es ihr erlaubt durch bloße Hiebe weitreichende Bereiche der Umgebung zu zerstören. In einem Kampf gegen Dhomochevsky wird ihr Körper zunächst durch einen Kopfschuss komplett zerstört, kann sich aber in den Tiefen der Megastruktur wieder vollständig regenerieren. Im Kampf um die Kapsel, die die Netzwerkgene enthält, wird sie schließlich ein zweites Mal getötet.

#### Davinelulinvega
Davinelulinvega ist ein bewegungs- und sprachunfähiges, monströses Siliziumleben, dass sich durch das Vereinleiben der Netzwerkgene Zugriff auf die Netzsphere erhofft. Die Motivationen hierfür scheinen einerseits in der Hoffnung auf Kontrolle der Administration, aber auch in bloßer Neugier zu bestehen. Nachdem Davinelulinvega von Killy und Dhomochevsky aufgespürt, angegriffen und ihr Hack-Versuch von Iko behindert wird, verschmilzt sie schließlich mit Cibo zu einer Level 9-Schutzwehreinheit. Ihre Gestalt erinnert an einen riesenhaften Tausendfüßler, der einen Totenschädel auf dem Kopf trägt.

### Regierungsbehörde
Die Aufgabe der Regierungsbehörde (Kommunikationsoberfläche zwischen Mensch und Netzwerksphäre) besteht darin, die Megastruktur zu verwalten. Ohne die Netzwerkgene kann die Regierungsbehörde nicht mit den Menschen kommunizieren und keine Anweisungen empfangen. Somit laufen alle Vorgänge, die von der Netzwerksphäre ausgehen, automatisch und unkontrolliert weiter. Dies ist einer der Gründe, weshalb die Megastruktur immer weiter wächst und die Schutzwehr Amok läuft.
Ab und an tauchen Regierungsbeamte in unterschiedlichen Erscheinungsformen und in verschiedenen Sphären auf, die Killy unterstützen. Ihre Berechtigungen sind stark begrenzt, so befassen sie sich oftmals nur damit, Ratschläge zu erteilen.

### Konstrukteure
Konstrukteure sind Roboter ohne künstliche Intelligenz, die verantwortlich dafür sind, Schäden an der Megastruktur zu beseitigen und sie intakt zu halten. Die Größe der Konstrukteure hängt vom Einsatzgebiet ab und kann von einem Meter bis zu mehreren hundert Metern Durchmesser reichen. Da Konstrukteure mit ihrer Umgebung nur interagieren, um Schäden zu beheben, werden sie nicht angegriffen.

## Veröffentlichungen
Blame! erschien in Japan von März 1997 bis zum September 2003 als Fortsetzungsgeschichte im monatlichen Manga-Magazin Afternoon, in dem zu dieser Zeit beispielsweise auch Hiroki Endōs Eden und Mohiro Kitohs Naru Taru veröffentlicht wurden. Der Kōdansha-Verlag brachte die im Magazin publizierten Einzelkapitel auch in zehn Sammelbänden mit je einer Seitenanzahl von über 200 heraus. Bis zum Jahr 2010 wurden etwa 180.000 Exemplare der Manga-Reihe verkauft. 2015 wurde der Manga in Japan von dem Verlag Kōdansha unter dem Titel Blame! (New Edition) neu veröffentlicht. Die einzelnen Tankōbon sind in der neuen Auflage etwas größer und dicker (400 Seiten), somit kommt diese auf nur 6 Bände.
Der Manga wurde ins Italienische, Französische, Englische, Indonesische, Spanische und Deutsche übersetzt. Auf Deutsch erschienen die zehn Bücher von Januar 2001 bis Oktober 2004 bei Egmont Manga & Anime unter deren Imprint Feest Comics. Seit September 2016 wurde die überarbeitete Fassung im Abstand von drei Monaten unter dem Titel Blame! (Master Edition) vom Verlag Vertical auf Englisch veröffentlicht. Auf Deutsch wurde die 6 Bände umfassende Blame! (Master Edition) von Oktober 2017 bis Oktober 2018 beim Verlag Cross Cult unter dem neu gegründeten Label Manga Cult herausgegeben.
2018 erschien in Japan der Einzelband BLAME!: Denki Ryōshi – Kiken Kaisō Dasshutsu Sakusen (BLAME! 電基漁師 危険階層脱出作戦) mit einer neuen, in sich abgeschlossenen Geschichte. Der Band erschien im Dezember 2020 bei Manga Cult als Blame!+ – Flucht der Elektrofischer auf Deutsch.

## Anime
Ab 14. Juni 2002 wurde der sechsteilige Web-Anime BLAME!Ver.0.11 gesendet, die Folgen haben jeweils 5 Minuten Länge. Er wurde als Ankündigung und Kostprobe eines später doch nicht produzierten Kinofilms veröffentlicht. Bei der Produktion führte Shintarō Inokawa Regie und das Charakterdesign entwarfen Akio Watanabe für die ersten beiden Folgen und Nobuaki Nagano für die restlichen vier Folgen. Die Musik komponierte Hiroyuki Onogawa, die männlichen Stimmen wurden gesprochen von Tatsunori Arakawa und die weiblichen von Asuka Aizawa. Der Anime wurde später auf DVD veröffentlicht, zusammen mit einer siebten Folge. Bei AnimeWorks erschien eine englische Fassung.
Unter der Regie von Shigeyuki Watanabe entstand 2007 bei Production I.G für den Zeichentrick und Jinni’s Animation Studio für die 3D-Animationen die Original Video Animation Prologue of Blame!, die aus zwei dreiminütigen Folgen besteht.
Ein neuer Film, bei dem Hiroyuki Seshita die Regie führen wird, wurde im November 2015 angekündigt und im Mai 2017 auf Netflix veröffentlicht.

## Rezeption
Laut Kritik der AnimaniA bietet der Manga eine fesselnde Geschichte, die einzigartig erzählt wird. Dabei sei es zunächst nicht leicht, sich in dem sich langsam aufbauenden Handlungsstrang und der „beklemmenden und dunklen Cyberwelt“ zurechtzufinden. Die Zeitschrift MangasZene lobt die beeindruckende Animationsqualität des Web-Animes sowie die faszinierende Welt, die gezeigt wird. Trotz der sehr kurzen Episoden lohne das Anschauen.